# Chiesa di San Bernardo (Orselina)
La chiesa parrocchiale di san Bernardo è un edificio religioso che si trova ad Orselina, in Canton Ticino.

## Storia
Eretta nel XV secolo, venne rimaneggiata nel XIX secolo. Il campanile venne costruito nel 1751.

## Descrizione
La chiesa ha una pianta ad unica navata coperta da una volta a botte lunettata; il coro è invece ricoperto da una volta a vela.